# Caryocolum
Caryocolum là một chi bướm đêm thuộc họ Gelechiidae. Chi này có các loài sau:
- Caryocolum fischerella
- Caryocolum tischeriella
- Caryocolum alsinella
- Caryocolum viscariella
- Caryocolum albifaciella
- Caryocolum vicinella
- Caryocolum bosalella
- Caryocolum amaurella
- Caryocolum oculatella
- Caryocolum leucofasciatum
- Caryocolum petryi
- Caryocolum repentis
- Caryocolum inflativorella
- Caryocolum saginella
- Caryocolum cauligenella
- Caryocolum trauniella
- Caryocolum peregrinella
- Caryocolum delphinatella
- Caryocolum provinciella
- Caryocolum mucronatella
- Caryocolum leucomelanella
- Caryocolum leucothoracellum
- Caryocolum schleichi
- Caryocolum marmorea
- Caryocolum pullatella
- Caryocolum emarginatum
- Caryocolum hispanicum
- Caryocolum confluens
- Caryocolum gallagenellum
- Caryocolum fraternella
- Caryocolum klosi
- Caryocolum interalbicella
- Caryocolum laceratella
- Caryocolum blandella
- Caryocolum blandelloides
- Caryocolum jaspidella
- Caryocolum proxima
- Caryocolum blandulella
- Caryocolum arenbergeri
- Caryocolum tricolorella
- Caryocolum fibigerium
- Caryocolum junctella
- Caryocolum cassella
- Caryocolum moehringiae
- Caryocolum petrophila
- Caryocolum huebneri
- Caryocolum kroesmanniella

## Hình ảnh

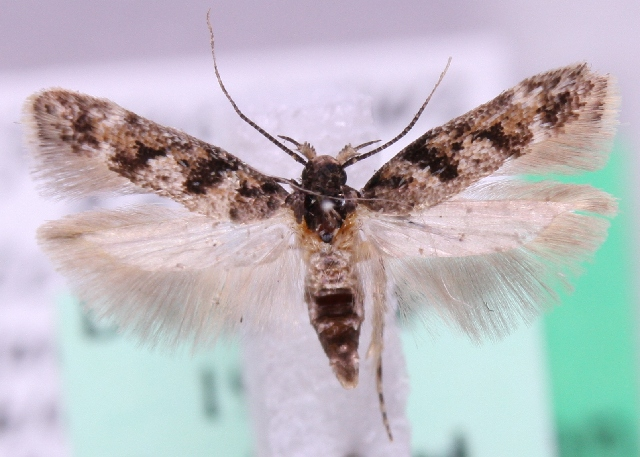
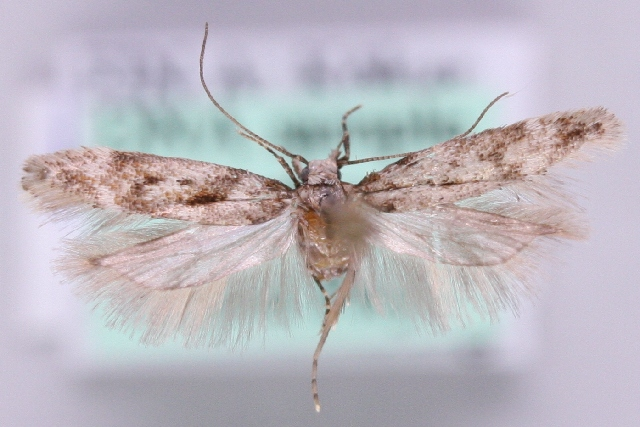
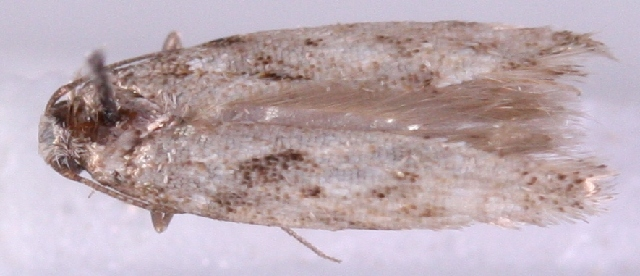
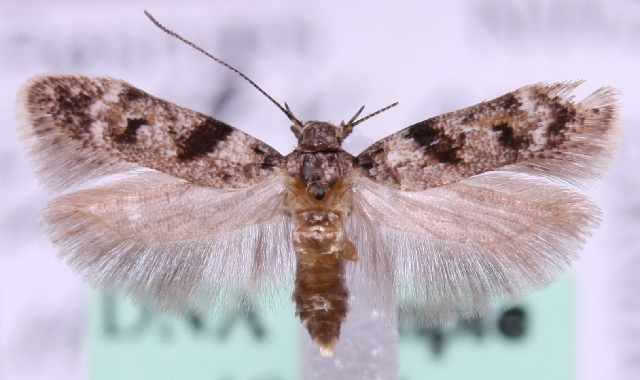